# Elvi Pianca
Elvio Pianca, detto Elvi (Castello Lavazzo, 8 agosto 1952), è un allenatore di calcio ed ex calciatore italiano, che ha giocato fra gli anni settanta ed ottanta nel ruolo di attaccante o centrocampista.

## Carriera
Inizia la sua carriera nelle giovanili del Vittorio Veneto, dove esordisce in prima squadra non ancora sedicenne nel campionato di serie D 1967-68. Viene ceduto al Varese del presidente Borghi, dove però non riuscirà mai ad esordire in prima squadra, venendo ripetutamente ceduto in prestito a Venezia, Sottomarina e Ignis Varese. 
Nel 1973 si trasferisce alla Casertana in Serie C.
Nel 1974 passa alla Reggina, dove vive indubbiamente la parte migliore della sua carriera. In quasi sei stagioni in amaranto gioca 161 partite di campionato e segna 39 gol. A Reggio Calabria diviene presto un idolo per la tifoseria amaranto, che ancora oggi lo ricorda col soprannome di u rrussu (il rosso in reggino) a causa della sua folta capigliatura rossa, oltre che per le sue doti tecniche.
In quegli anni al "Comunale" (l'attuale "Granillo") si cantava: "E quando il ciel si schiarirà il rosso Pianca segnerà. Bandiere al vento metteremo e tutti in coro griderem: Pianca-gol!".
Nel mercato di riparazione di ottobre del 1979 viene acquistato dall'Udinese neopromosso in Serie A, dove colleziona 15 presenze (esordio il 6 gennaio 1980 in occasione del pareggio interno col Pescara), siglando 4 reti (fra cui una doppietta alla Fiorentina) nel campionato di Serie A 1979/1980. Tuttavia al termine della stagione, nonostante il rendimento non disprezzabile, viene ceduto al Lecce in serie B, dove però disputa solo pochi incontri e chiude la sua carriera ad alti livelli.
La sua carriera non proseguì bene come si era immaginato probabilmente a causa del suo carattere anarchico e ribelle, avvezzo alla ribellione ed alla discontinuità.
Dopo il ritiro da calciatore, ha allenato per tre stagioni il Vittorio Veneto in Interregionale.
Nel 1988 ha partecipato alla fondazione di una squadra di vecchie glorie dal nome A.C. Vecchie Stelle.
In carriera ha collezionato complessivamente 15 presenze e 4 reti in Serie A e 5 presenze in Serie B.

## Statistiche

### Presenze e reti nei club
| Stagione        | Squadra         | Campionato      | Campionato | Campionato |
| Stagione        | Squadra         | Comp            | Pres       | Reti       |
| --------------- | --------------- | --------------- | ---------- | ---------- |
| 1967-1968       | Vittorio Veneto | D               | ?          | ?          |
| 1968-1969       | Varese          | A               | 0          | 0          |
| 1969-1970       | Venezia         | C               | 8          | 0          |
| 1970            | Varese          | B               | 0          | 0          |
| 1970-1971       | Sottomarina     | C               | 18         | 1          |
| 1971-1972       | Varese          | A               | 0          | 0          |
| 1972-1973       | Ignis Varese    | D               | 28         | 12         |
| 1973            | Varese          | B               | 0          | 0          |
| 1973-1974       | Casertana       | C               | 22         | 5          |
| 1974-1975       | Reggina         | C               | 30         | 6          |
| 1975-1976       | Reggina         | C               | 34         | 3          |
| 1976-1977       | Reggina         | C               | 30         | 13         |
| 1977-1978       | Reggina         | C               | 32         | 9          |
| 1978-1979       | Reggina         | C1              | 32         | 9          |
| 1979-1980       | Reggina         | C1              | 3          | 0          |
| Totale Reggina  | Totale Reggina  | Totale Reggina  | 161        | 40         |
| ott. 1979-1980  | Udinese         | A               | 15         | 4          |
| 1980-1981       | Lecce           | B               | 5          | 0          |
| 1981-1982       | Pordenone       | C2              | 21         | 1          |
| 1982-1983       | Akragas         | C2              | 4          | 1          |
| Totale Carriera | Totale Carriera | Totale Carriera | 279        | 63         |

## Palmarès

### Club

#### Competizioni internazionali
- Coppa Mitropa: 1

Udinese: 1979-1980